# 北会津町西後庵
北会津町西後庵（きたあいづまち にしごあん）は、福島県会津若松市の大字である。郵便番号は969-6011。

## 地理
会津若松市北西部の北会津地区（旧北会津郡北会津村域）に属する。北で北会津町大島、北会津町北後庵、東で北会津町金屋、北会津町下野、南で大沼郡会津美里町橋丸、西で会津美里町下堀、会津美里町宮里とそれぞれ隣接する。概ね町村制施行以前の北会津郡宮木村のうち、旧西後庵新田村域の流れを汲む地域である。北会津地区南西端部に位置し、一級水系阿賀野川水系氷玉川右岸流域の一角を範囲とする。中央部をJR只見線が、北端部を国道401号がそれぞれ東西に横断する。域内全域にわたり水田が広がり、中央部の字五庵東周辺をはじめ北部の字大坪、字大道端の周辺に集落が位置する。北会津地区の他大字と同様に集落がある区画のほとんどは「字」以降を付けず大字に直接番地が続く住所表記がなされる。 

### 河川・湖沼
一級水系阿賀野川水系
- 氷玉川

### 主な字
字
- 戌亥
- 大坪
- 大道下
- 大道端
- 欠ノ下

- 上川原
- 川原田
- 後庵北
- 後庵東
- 三百苅

- 下川原
- 新田
- 新田道上
- 鶴沼根
- 長泥

- 古屋敷
- 本町
- 弥一田

## 歴史
- 1875年8月12日 - 西後庵新田村、上荒井村、金屋村、下野村が統合され宮木村が発足する。
- 1879年1月27日 - 宮木村が福島県内における郡区町村制の施行により北会津郡の村となる。
- 1889年4月1日 - 町村制の施行により宮木村が周辺6村と合併し川南村が発足する。旧宮木村域は川南村大字宮木となる。
- 1956年5月1日 - 川南村が荒舘村と合併して北会津村が発足し、北会津村の大字となる。
- 2004年11月1日 - 北会津村が会津若松市に編入され会津若松市の大字となるのに伴い、大字宮木のうち字新田丁、川原田丁、欠ノ下丁、大坪丁、三百苅丁、弥一田丁、新田道上丁、大道下丁、後庵東丙、後庵北丙、古屋敷丙、本町丙、戌亥丙、五庵東、下川原、上川原、大道端、五庵北、鶴沼根、長泥、大坪の一部が北会津町西後庵へ変更される。

## 世帯数と人口
2024年1月1日現在の世帯数と人口は以下の通りである。
| 大字           | 世帯数 | 人口 |
| -------------- | ------ | ---- |
| 北会津町西後庵 | 19世帯 | 55人 |

## 小・中学校の学区
市立小・中学校に通う場合、学区は以下の通りとなる。
| 番地 | 小学校                 | 中学校                   |
| ---- | ---------------------- | ------------------------ |
| 全域 | 会津若松市立川南小学校 | 会津若松市立北会津中学校 |

## 交通

### 鉄道
JR東日本
- 只見線

### 道路
- 国道401号
  - 鶴沼橋

## 施設
- 古峯神社